# Cnestis ferruginea
Cnestis ferruginea là một loài thực vật có hoa trong họ Connaraceae. Loài này được Vahl ex DC. mô tả khoa học đầu tiên năm 1825.